# Aérodrome de Nero-Mer
Pour les articles homonymes, voir BBV.
L’aéroport de Nero-Mer (code IATA : BBV • code OACI : DIGN) est situé à Grand-Béréby en Côte d'Ivoire.